# 伊拿基·威廉斯
伊拿基·威廉斯·阿图埃尔（西班牙語：Iñaki Williams Arthuer；1994年6月15日—），迦納男子職業足球員，現時效力西班牙甲組足球聯賽球會毕尔巴鄂。司職翼鋒或前鋒。

## 生平
威廉斯於西班牙比斯開省畢爾包出生，父親為迦納人，母親為利比里亞人。18歲時，他加入毕尔巴鄂的青年軍。同年，威廉斯為附屬球會巴斯克尼亞足球會上陣。
2013年6月25日，威廉斯簽下一份直至2017年的合約，並開始為畢爾包體育會B隊。於8月因膝蓋受傷後，缺陣至10月。他於畢爾包體育會B隊的首季上陣14場，攻入8球。
2014-15賽季開始時，威廉斯在對陣阿莫雷維耶塔足球會時，攻入職業生涯首個帽子戲法，帶領球隊以4比0勝出。2014年9月7日，他在對陣萊奧阿足球會時，再次完成一次帽子戲法，協助球隊以5比1大勝對手。在這個賽季，威廉斯在13場比賽中，攻入18球，協助球隊升班至西班牙足球乙級聯賽。
2014年12月6日，毕尔巴鄂一線隊的前鋒阿杜里斯受傷，威廉斯獲得上陣機會。他在對陣科尔多瓦的聯賽賽事中，首次代表球隊上陣。在欧足联欧洲联赛三十二強對陣拖連奴時，威廉斯攻入晉升至一線隊後的首球，令球隊以2比2跟對手打平。憑此入球，威廉斯成為首位替毕尔巴鄂入球的黑人球員。
2015年5月17日，威廉斯在對陣埃爾切時，在比賽最後1分鐘攻入首個聯賽入球，令球隊以3比2絕殺和反勝對手。13日後，他在西班牙國王盃決賽對陣巴塞罗那時，於比賽尾段頂進一球，但球隊仍以1比3落敗，無緣冠軍。
2015年11月1日，威廉斯在作客對陣贝蒂斯時，雖然因在禁區內侵犯對手而被對手射入十二碼，但其後他梅開二度，助球隊以3比1勝出比賽。在4日後，他再次梅開二度，助球隊於欧足联欧洲联赛分組賽主場對陣游擊隊的賽事中，大勝5比1。他在對陣西班牙人時，以窩利的方式射入一球，連續三場攻破對手大門，令球隊在主場以3比1勝出。
2015年3月20日，威廉斯首次得到西班牙U21的徵召，列入對陣挪威U21和白俄羅斯U21的大軍名單。他於26日對陣挪威時，於半場後備入替穆尼爾，球隊最終以2比0勝出。
2016年1月尾，傳聞英格蘭超級足球聯賽球隊阿森纳、利物浦和曼城有意收購威廉斯，但他最終選擇留效毕尔巴鄂，續約至2021年，合約設有5000萬歐元的違約金條款。2月6日，他在對陣比利亞雷阿爾時，與對手的博內拉一同被逐離場。
威廉斯於2016年歐洲足球錦標賽舉行期間，被領隊德尔博斯克列入候補球員名單中。與此同時，加納國家足球隊有意徵召威廉斯為國出戰。同年5月29日，威廉斯首次代表西班牙上陣。在對陣波斯尼亞和黑塞哥維那國家足球隊時，他於第60分鐘後備入替阿辛斯奧。
2022年7月6日，他宣布將由西班牙國籍轉換為迦納國籍，將會在未來效力迦納國家足球隊。

## 生涯統計
截至2017年1月5日<ref>. Athletic Bilbao.   [2016-08-22]. （原始内容存档于2019-12-10） （英语）.<ref>
| 球會            | 賽季        | 聯賽                 | 聯賽 | 聯賽 | 盃賽 | 盃賽 | 洲際賽事 | 洲際賽事 | 總計 | 總計 |
| 球會            | 賽季        | 聯賽                 | 出場 | 入球 | 出場 | 入球 | 出場     | 入球     | 出場 | 入球 |
| --------------- | ----------- | -------------------- | ---- | ---- | ---- | ---- | -------- | -------- | ---- | ---- |
| 畢爾包體育會B隊 | 2013–14賽季 | 西班牙足球乙二級聯賽 | 14   | 8    | —    | —    | —        | —        | 14   | 8    |
| 畢爾包體育會B隊 | 2014–15賽季 | 西班牙足球乙二級聯賽 | 18   | 13   | —    | —    | —        | —        | 18   | 13   |
| 畢爾包體育會B隊 | 總計        | 總計                 | 32   | 21   | 0    | 0    | 0        | 0        | 32   | 21   |
| 毕尔巴鄂        | 2014–15賽季 | 西班牙甲組足球聯賽   | 19   | 1    | 4    | 1    | 2        | 1        | 25   | 3    |
| 毕尔巴鄂        | 2015–16賽季 | 西班牙甲組足球聯賽   | 25   | 8    | 5    | 3    | 7        | 2        | 37   | 13   |
| 毕尔巴鄂        | 2016–17賽季 | 西班牙甲組足球聯賽   | 8    | 1    | 0    | 0    | 3        | 0        | 11   | 1    |
| 毕尔巴鄂        | 總計        | 總計                 | 52   | 10   | 9    | 4    | 12       | 3        | 73   | 17   |
| 生涯總計        | 生涯總計    | 生涯總計             | 84   | 31   | 9    | 4    | 12       | 3        | 105  | 38   |

## 榮譽
毕尔巴鄂
- 西班牙國王盃冠軍 : 2023–24
- 西班牙超級盃冠軍 : 2021

## 外部連結
- 伊拿基·威廉斯在 National-Football-Teams.com 上的出场纪录